# Église Saint-Pierre de Beuvreuil
Pour les articles homonymes, voir Église Saint-Pierre.
L'église Saint-Pierre de Beuvreuil est une église catholique située à Dampierre-en-Bray, en France.

## Localisation
L'église est située à Beuvreuil, village du département français de la Seine-Maritime, sur la commune de Dampierre-en-Bray.

## Historique
L'église Saint-Pierre de Beuvreuil est souvent appelée improprement chapelle. Cette église possède des fondations du XIe siècle, certains murs sont du XIIe siècle. Elle reçut de nombreuses rénovations en particulier au XVIe siècle. À voir ses peintures murales et son porche fait de briques émaillées. L'église est ouverte le premier dimanche du mois. 
L'édifice est classé au titre des monuments historiques en 1920.